# Gesellschaft für Medien in der Wissenschaft
Die Gesellschaft für Medien in der Wissenschaft (GMW) ist ein eingetragener Verein in Deutschland, der sich mit Fragen des Medieneinsatzes in der Hochschullehre und -forschung auseinandersetzt. Gegründet wurde die GMW 1991 auf Initiative der IWF Wissen und Medien. 

## Vereinsziele
- Unterstützung der Erforschung und der sinnvollen Nutzung von Medien an Hochschulen
- Förderung der Erprobung mediengestützter Lernszenarien
- Förderung der kritischen Reflexion über die Potenziale neuer Medien
- Förderung der Medienkompetenz ihrer Mitglieder
- Zusammenführung der Einzelaktivitäten an den Hochschulen

## Zielgruppe
Mitglied können natürliche und juristische Personen aus allen Berufsfeldern werden, die sich theoretisch oder praktisch mit dem Medieneinsatz in der Wissenschaft auseinandersetzen. Eine regionale Einschränkung gibt es nicht.

## Aktivitäten
Der Verein
- kooperiert selbst und fördert Kooperationen im Informations-, Produktions-, Dokumentations- und Distributionsbereich,
- informiert auf ihrer Website über Forschungs- und Entwicklungsvorhaben und über Produktionstechnik,
- gibt Fachpublikationen heraus,
- veranstaltet seit 1993 Fachtagungen und Weiterbildungsangebote.

Der Verein ist Herausgeberin der Buchreihe „Medien in der Wissenschaft“. In dieser Reihe erscheint auch der Tagungsband der GMW zur jährlichen Fachtagung.
Die GMW organisierte zwischen 1999 und 2009 die Verleihung des mediendidaktischen Preises Medida-Prix.